# Serpent King Games
Serpent King Games (SKG) est un éditeur britannique de jeux de rôle. L'entreprise a été fondée au début de l'année 2011 par Gareth Hanrahan (qui travaillait auparavant pour Mongoose Publishing sur les gammes Traveller et The Laundry), Jon Hodgson (directeur artistique chez Cubicle 7, c'est lui qui a réalisé les couvertures de Dragon Warriors), et Ian Sturrock (ancien collaborateur de Mongoose Publishing sur les gammes Conan, le jeu de rôle, Sláine et Dragon Warriors).
Son but initial est de reprendre la publication du jeu Dragon Warriors, abandonné par Magnum Opus Press.